# Mostarda

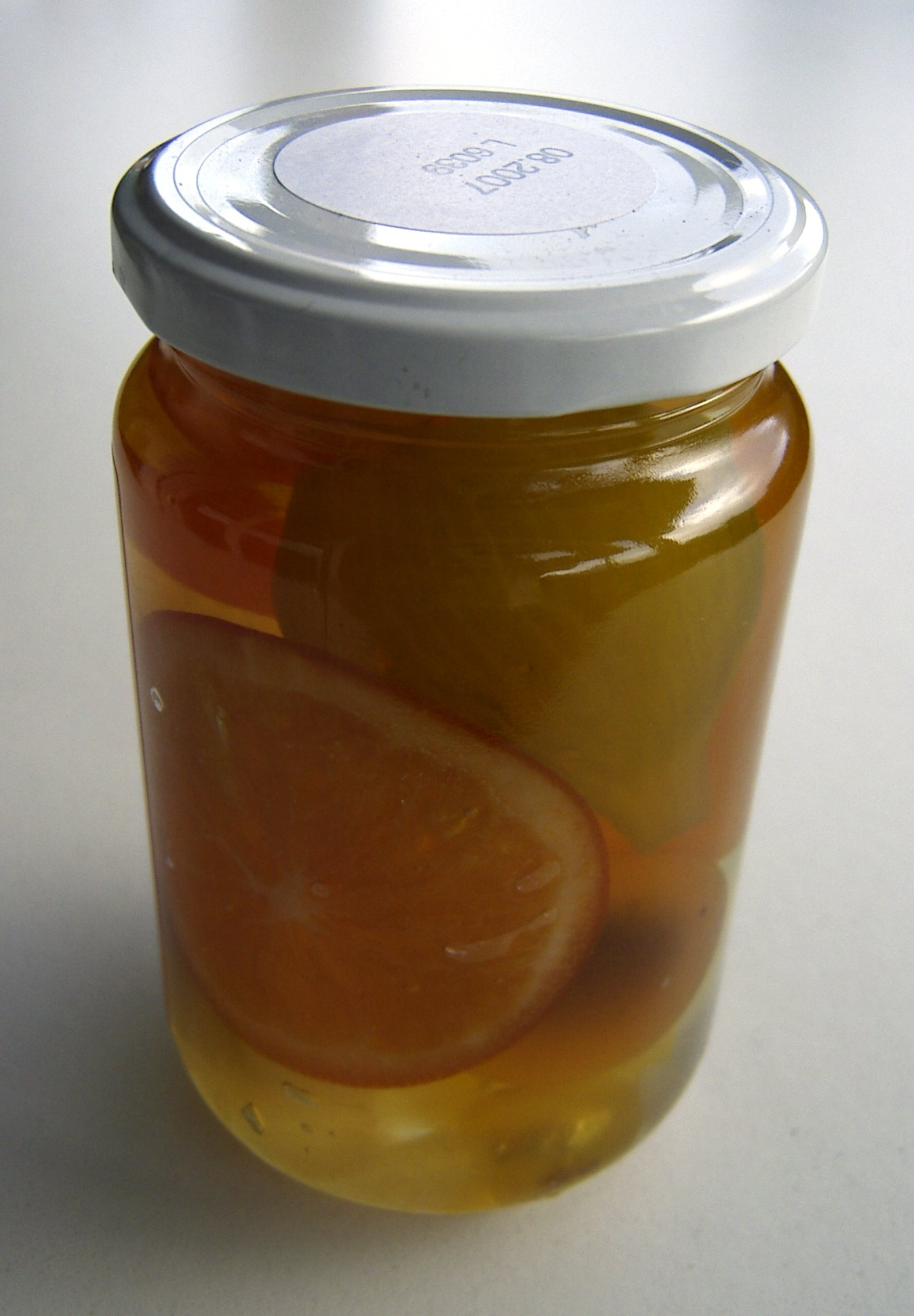
Mostarda

Mostarda, även kallad Mostarda di frutta, är en italiensk inläggning av kanderade frukter i en senapslag.
Mostarda serveras traditionellt med kokt kött, bollito misto, som är en specialitet i norra Italien.
Originalreceptet kommer från Cremona men Mostarda tillverkas även bland annat i Mantua och Vicenza.